# Rendswühren
Rendswühren est une commune allemande du Schleswig-Holstein, située dans l'arrondissement de Plön, à dix kilomètres à l'est de Neumünster. Rendswühren est l'une des huit communes de l'Amt Bokhorst-Wankendorf dont le siège est à Wankendorf.